# امیر توکلی رودی

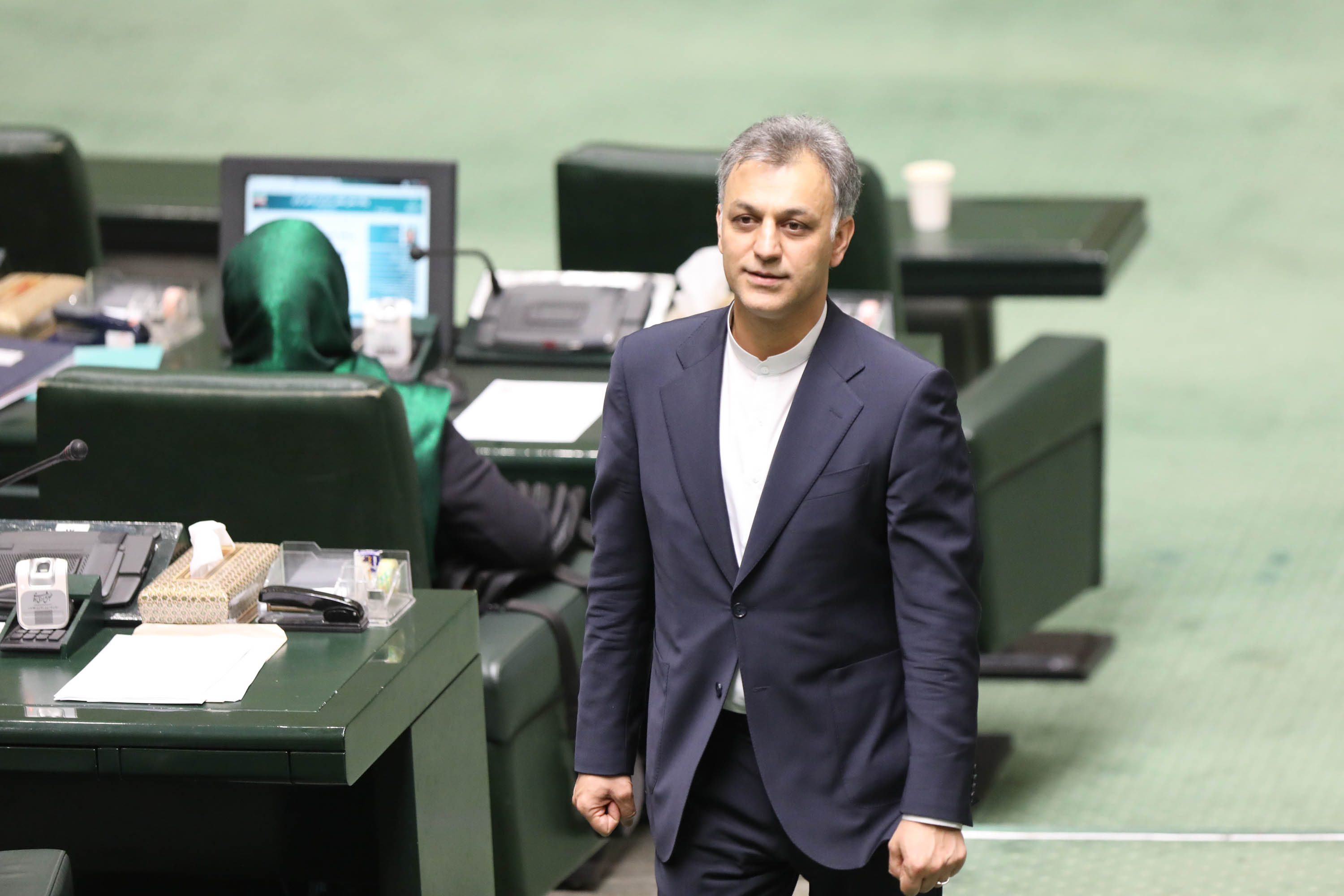

امیر توکلی رودی (زادهٔ ۲۰ آذر ۱۳۵۹ در اصفهان) سیاستمدار مستقل ایرانی و نماینده مردم خواف و رشتخوار در دورهٔ دوازدهم مجلس شورای اسلامی است. او با کسب ۴۸٬۵۷۵ رأی از مجموع ۹۹٬۸۵۳ رأی صحیح مأخوذه، با شعار «در مسیر یک تغییر بزرگ» وارد مجلس شد.

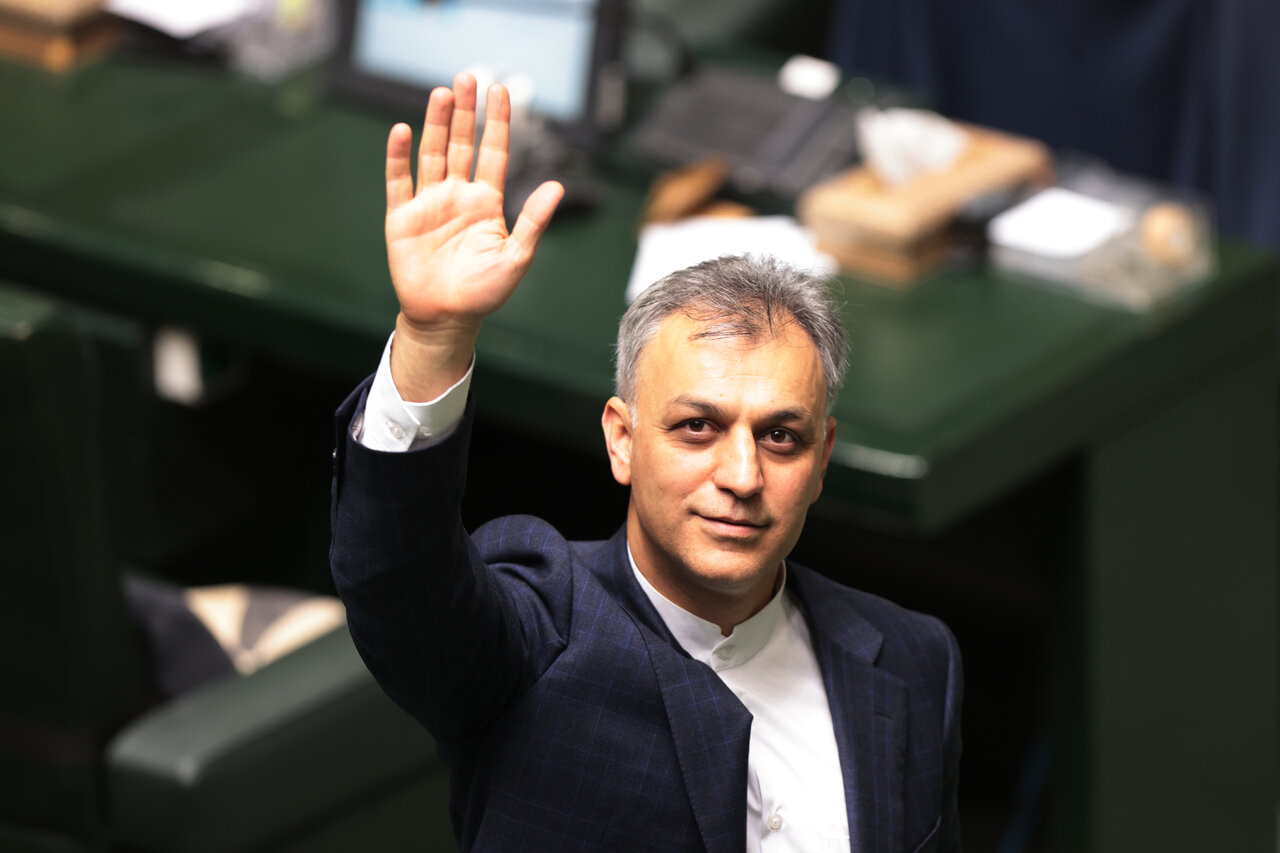

## مسئولیت‌های پارلمانی

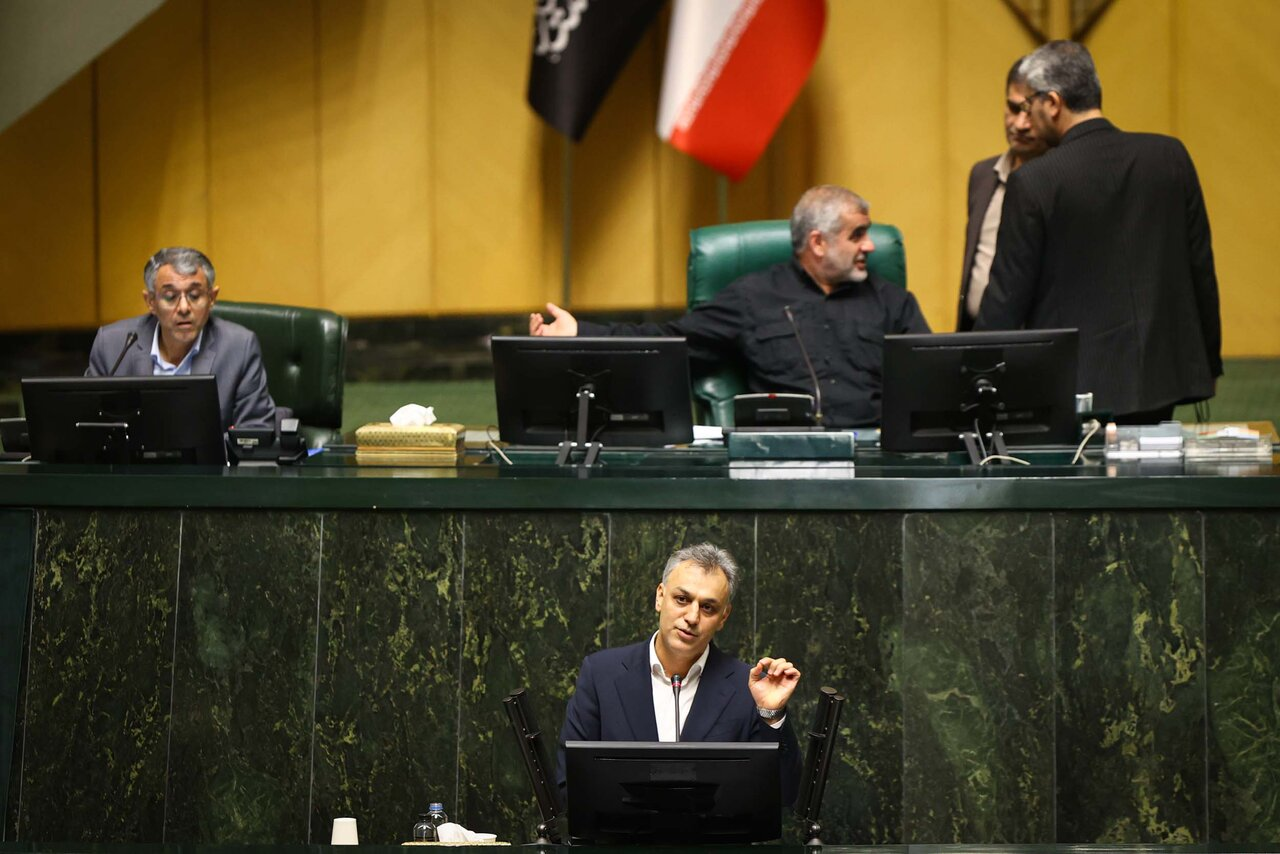

- عضو کمیسیون صنایع و معادن در دوره دوازدهم
- ناظر مجلس در شورای عالی معادن کشور[۳]
- رئیس کمیته معدن کمیسیون صنایع و معادن مجلس
- نایب‌رئیس کمیته نفت، انرژی و پتروشیمی کمیسیون صنایع و معادن مجلس
- عضو ناظر مجلس در ستاد تسهیل و رفع موانع تولید کشور

## سوابق اجرایی

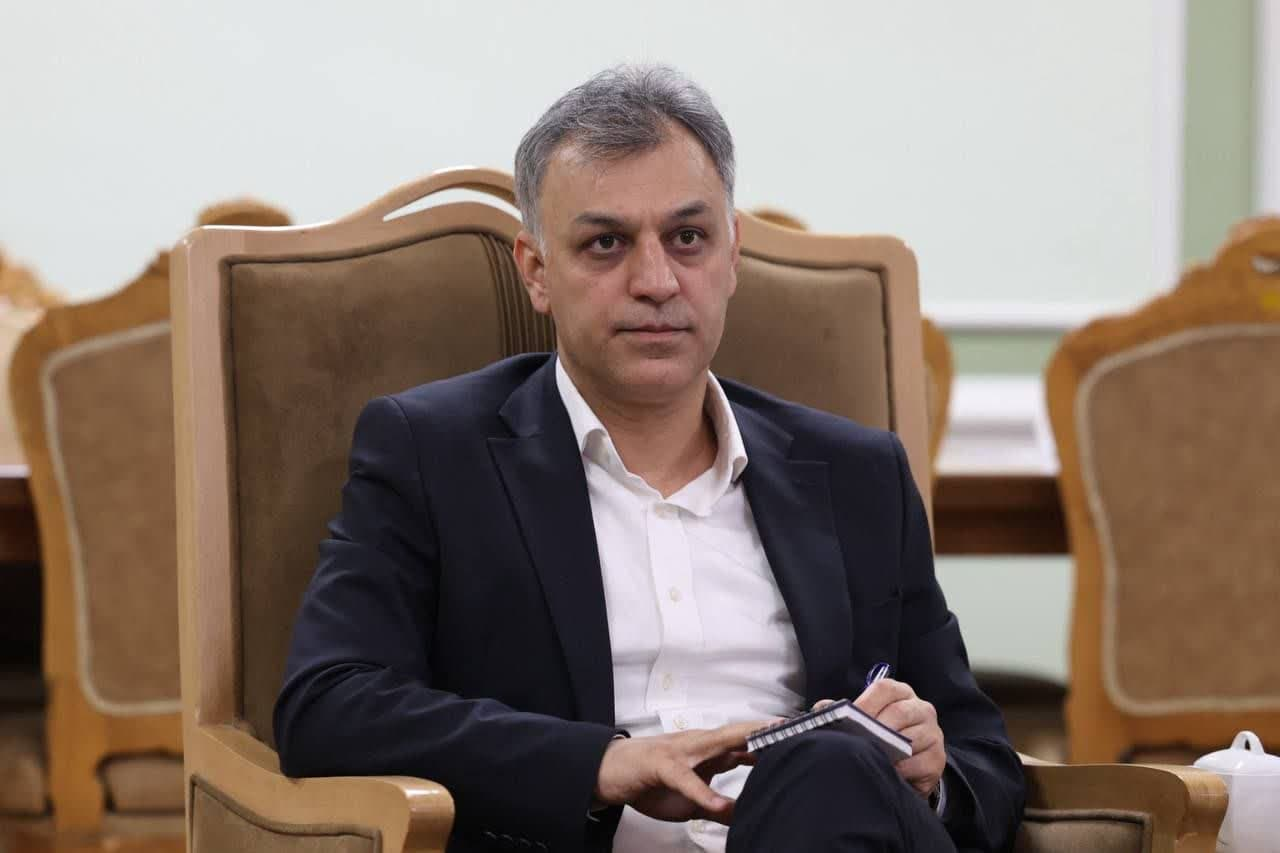

- مشاور علم و فناوری مجتمع سنگ آهن سنگان
- مشاور اداره‌کل صنعت، معدن و تجارت خراسان رضوی
- مجری طرح مطالعاتی شرکت تأمین و توسعه زیرساخت‌های شرق ایران
- مدیرعامل شرکت چندوجهی سنگان مکران شرق
- مشاور شرکت صنایع معدنی فولاد سنگان خراسان
- مشاور شرکت ذوب‌آهن اصفهان
- مشاور شرکت اپال فولاد شرق پارسیان
- شهردار خواف
- شهردار سنگان
- مدرس دانشگاه

## مطالعات و مشارکت‌های علمی
دکتر توکلی رودی تاکنون در چندین همایش ملی و بین‌المللی مشارکت علمی داشته‌است که برخی از آن‌ها عبارت‌اند از:
- *کنسرسیوم مشترک فولادی (ایران، افغانستان، روسیه، چین، هند و آلمان) در هرات و تأثیرات اقتصادی، سیاسی و امنیتی آن در منطقه با رویکرد آینده‌نگر و تأکید بر تحلیل SWOT*

بحران آب، چالشی فراروی توسعه پایدار
- بازارچه‌های مرزی و نقش آن در توسعه پایدار
- حاشیه‌نشینی، آینده‌نگری و توسعه پایدار شهری

## تصاویر

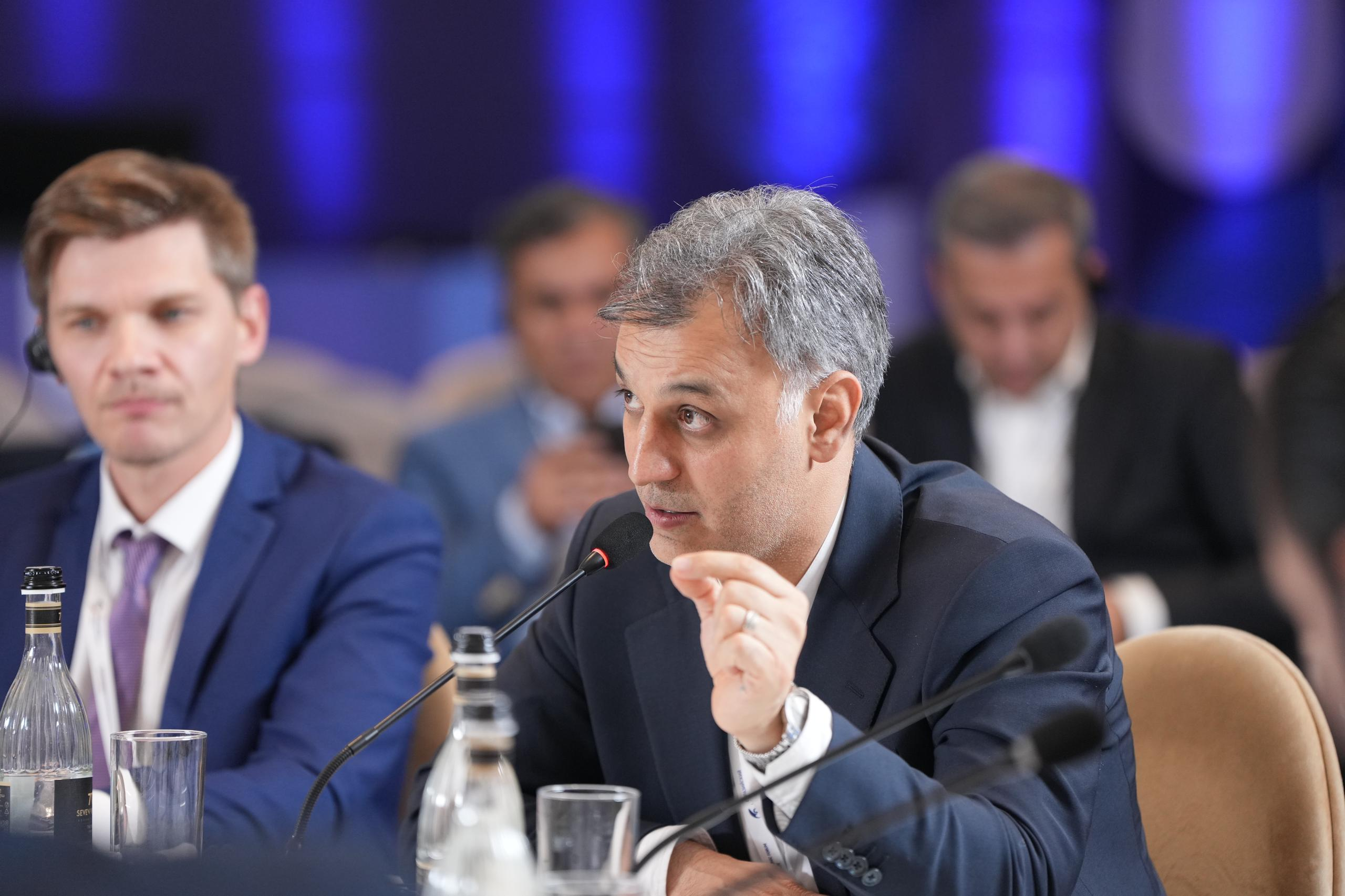
نشست با مقامات اقتصادی اتحادیه اوراسیا

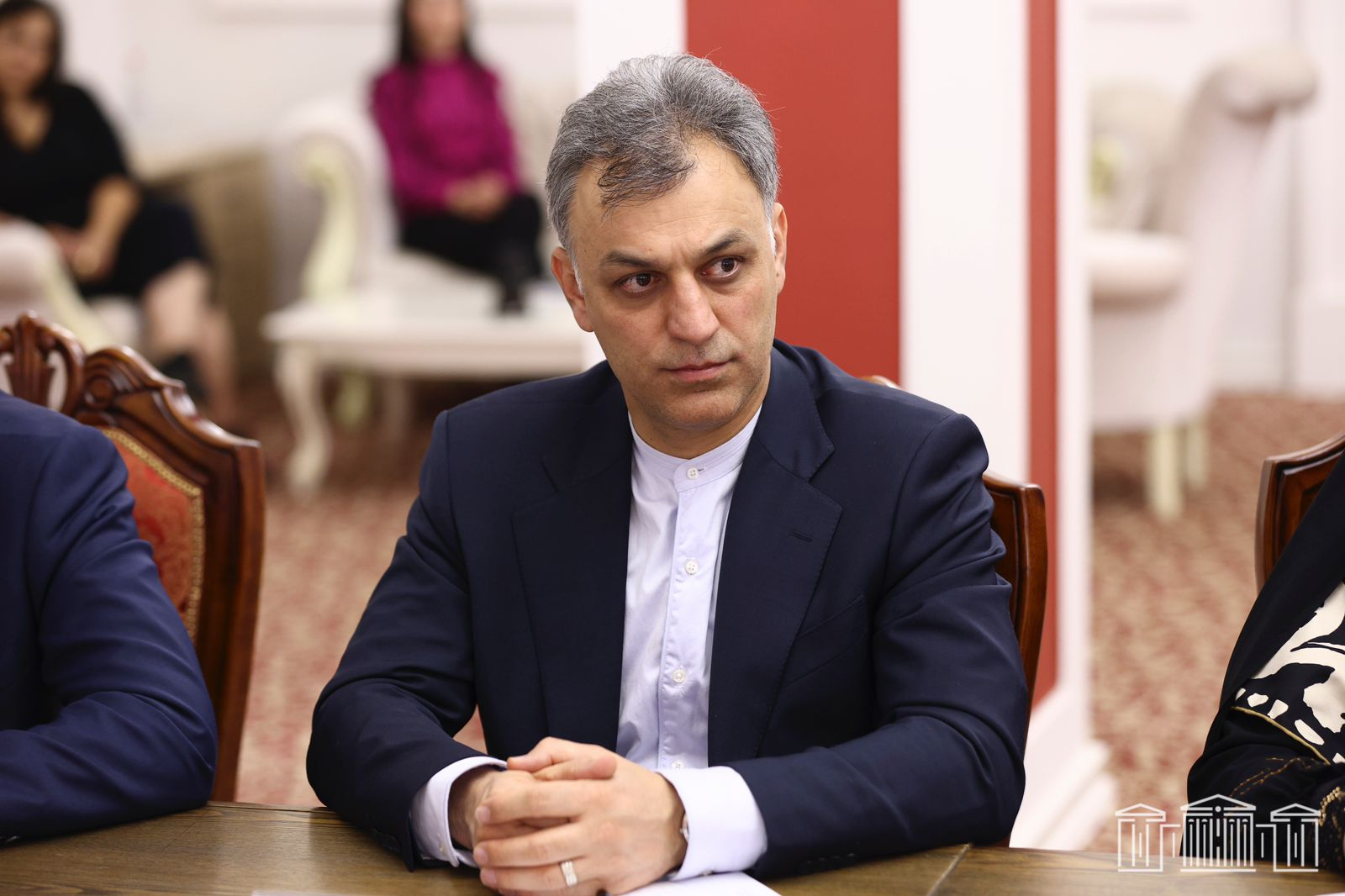
دیدار با نمایندگان پارلمان ارمنستان

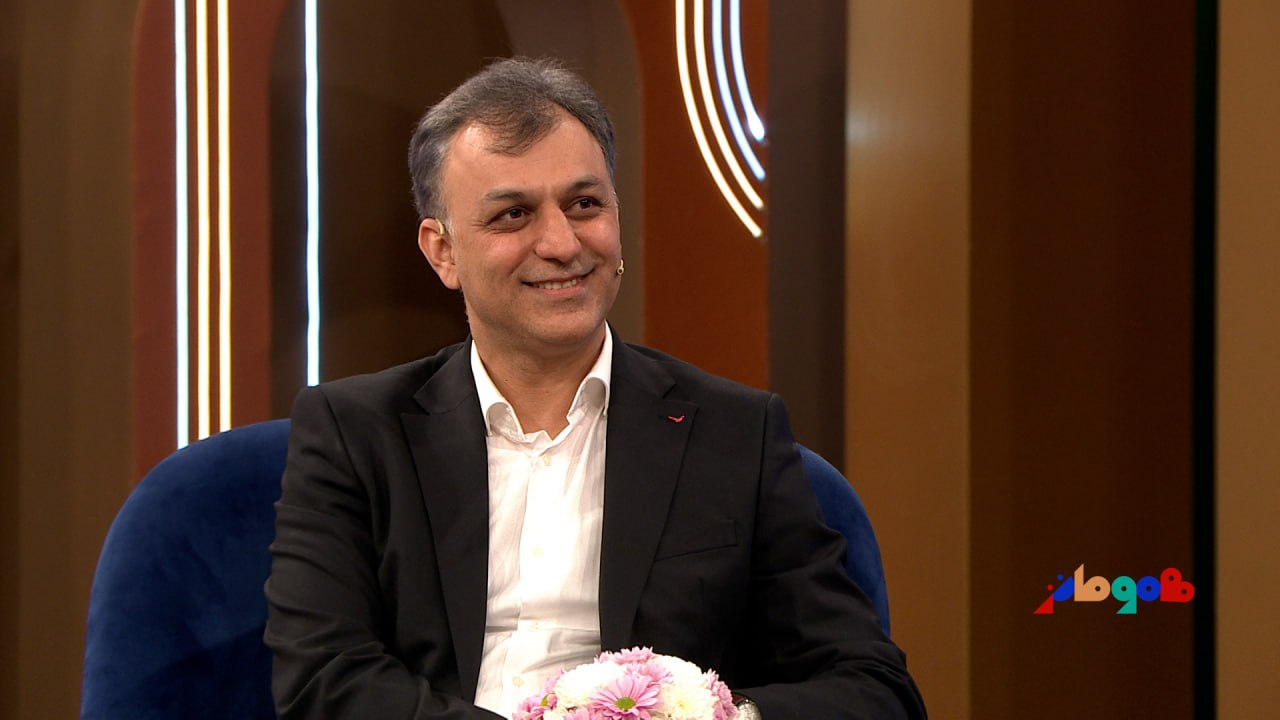

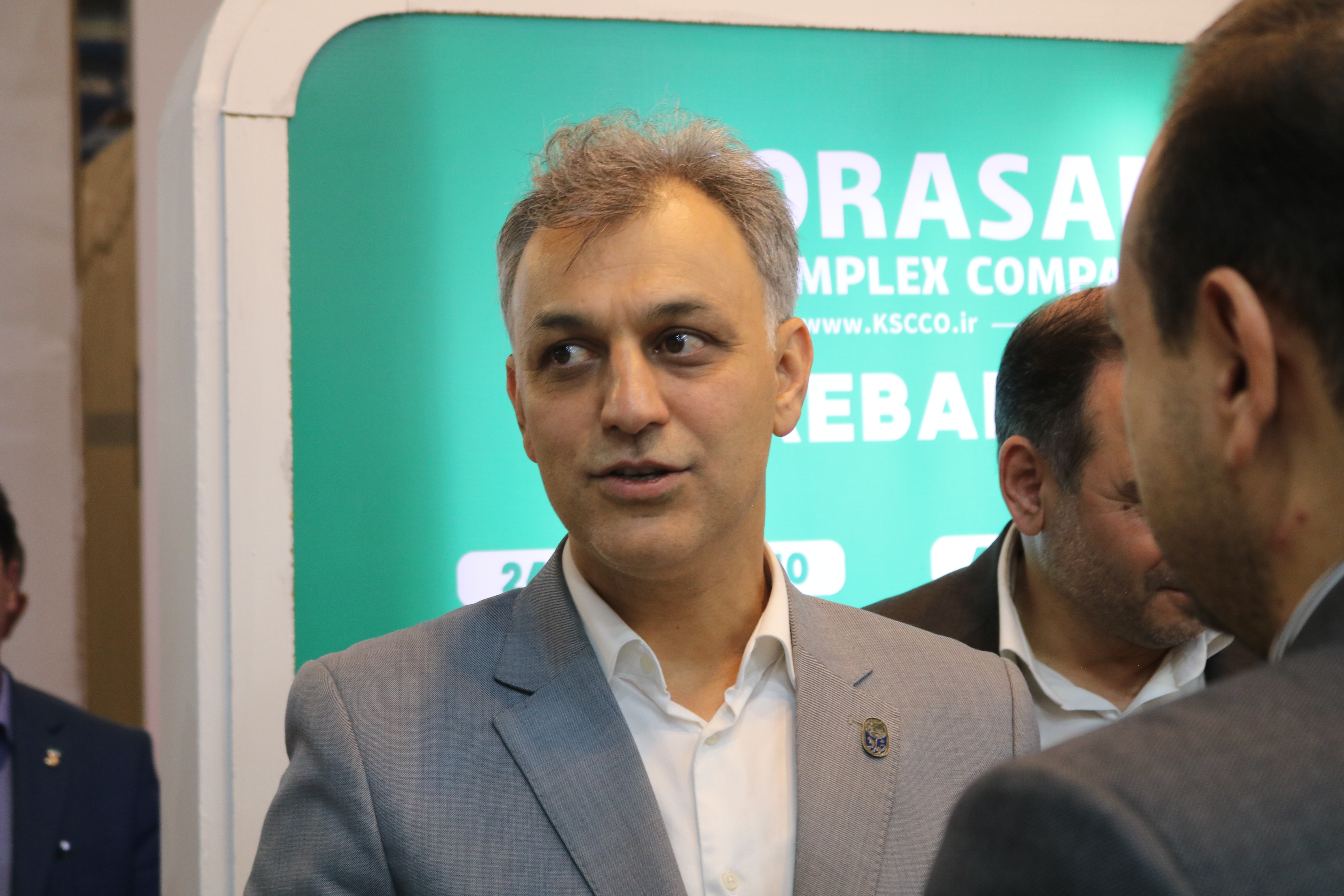
نمایشگاه مشهد اینوکس

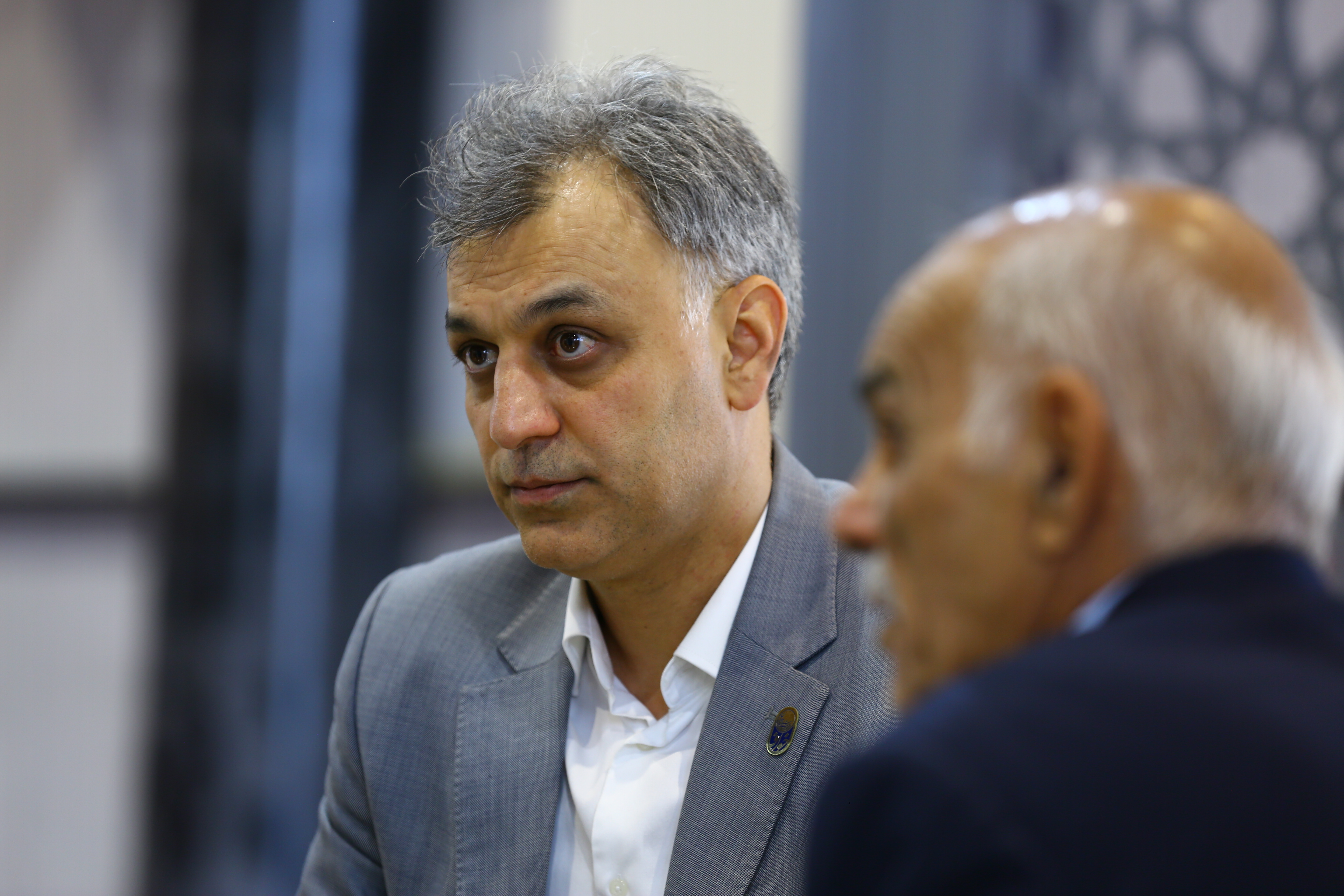
نمایشگاه مشهد اینوکس

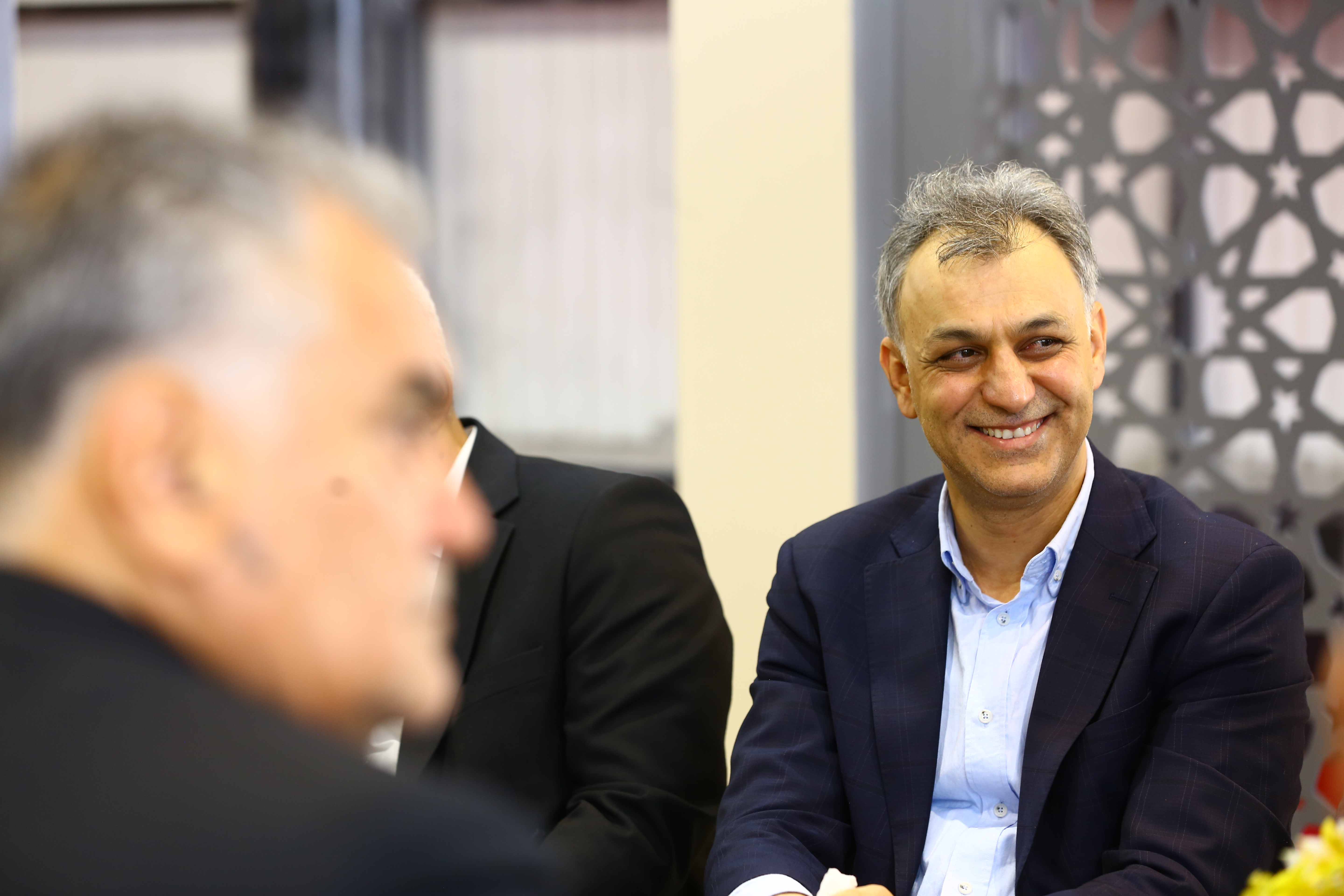

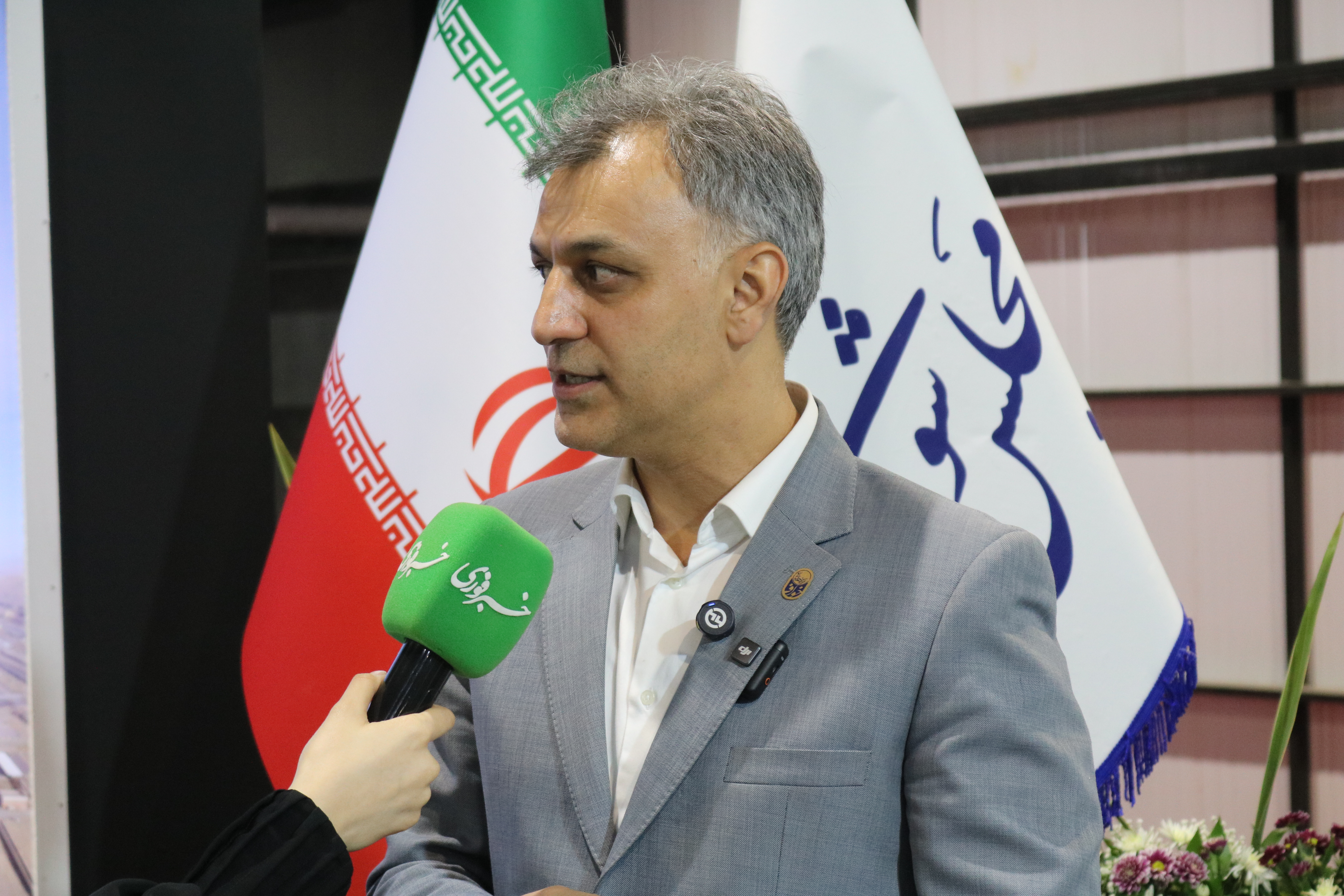
نمایشگاه مشهد اینوکس